# Mjälgen
Mjälgen är en ort i Gagnefs socken, Gagnefs kommun.

## Tätorten
1960 avgränsade SCB en tätort med 369 invånare inom Gagnefs landskommun. 1965 hade orten vuxit samman med Djurås tätort. Vid 2010 års tätortsavgränsning ligger Mjälgen fortfarande inom den västra delen av Djurås tätort.